# Ephesia caerulescens
Ephesia caerulescens là một loài bướm đêm trong họ Noctuidae.